# Awutu Senya
Awutu Senya är ett distrikt i Ghana.   Det ligger i regionen Centralregionen, i den södra delen av landet, 40 km väster om huvudstaden Accra.